# Vilija Matačiūnaitė
Vilija Matačiūnaitė, född 24 juni 1986 i Vilnius, är en litauisk popsångerska, låtskrivare och skådespelerska.
Matačiūnaitė deltog i den litauiska uttagningen till Eurovision Song Contest 2005 och kom på 7:e plats (i ett fält av 20 bidrag) med bidraget Oh my God. Hon deltog igen 2014 och vann med bidraget Attention, som hon skrivit själv. I Eurovision Song Contest samma år kom hon på 11:e plats med 36 poäng i andra semifinalen, endast 17 poäng från en plats i finalen.
Som skådespelerska har hon haft en av huvudrollerna i den litauiska TV-serien Mano mylimas prieše (2010).

## Diskogafi
- Mylėk (2006)
- Attention! (2014)